# Bulbophyllum kermesinum
Bulbophyllum kermesinum là một loài phong lan thuộc chi Bulbophyllum.